# Campeonato Mundial de Patinaje Artístico sobre Hielo de 1914
El XIX Campeonato Mundial de Patinaje Artístico se realizó en Helsinki (concurso masculino y por parejas) entre el 21 y el 22 de febrero y en St. Moritz, Suiza, (concurso femenino y por parejas) entre el 24 y el 25 de enero de 1914 bajo la organización de la Unión Internacional de Patinaje sobre Hielo (ISU), la Federación Finlandesa de Patinaje sobre Hielo y la Federación Suiza de Patinaje sobre Hielo. 

## Resultados

### Masculino
| Puesto | Nombre        | País              | Puntos |
| ------ | ------------- | ----------------- | ------ |
| Oro    | Gösta Sandahl | Suecia            | 12     |
| Plata  | Fritz Kachler | Imperio austríaco | 17     |
| Bronce | Willy Böckl   | Imperio austríaco | 17     |

### Femenino
| Puesto | Nombre                  | País              | Puntos |
| ------ | ----------------------- | ----------------- | ------ |
| Oro    | Opika von Méray-Horváth | Hungría           | 6      |
| Plata  | Angela Hanka            | Imperio austríaco | 10     |
| Bronce | Phyllis Johnson         | Reino Unido       | 18     |

### Parejas
| Puesto | Nombre                                | País              | Puntos |
| ------ | ------------------------------------- | ----------------- | ------ |
| Oro    | Ludowika Jakobsson / Walter Jakobsson | Finlandia         | 7      |
| Plata  | Helene Engelmann / Karl Mejstrik      | Imperio austríaco | 11     |
| Bronce | Christa von Szabo / Leo Horwitz       | Imperio austríaco | 12     |

## Medallero
| Núm. | País              | Oro | Plata | Bronce | Total |
| ---- | ----------------- | --- | ----- | ------ | ----- |
| 1    | Finlandia         | 1   | 0     | 0      | 1     |
| 1    | Hungría           | 1   | 0     | 0      | 1     |
| 1    | Suecia            | 1   | 0     | 0      | 1     |
| 4    | Imperio austríaco | 0   | 3     | 2      | 5     |
| 5    | Reino Unido       | 0   | 0     | 1      | 1     |
|      | TOTAL             | 3   | 3     | 3      | 9     |

| Predecesor: Austria-Hungría - Suecia 1913 | Campeonato Mundial de Patinaje Artístico sobre Hielo 1914 | Sucesor: Parón de la Primera Guerra Mundial Suecia - Suiza 1922 |

- Datos: Q665694